# Arif Peçenek
Arif Peçenek (Kızılcahamam, 10 oktober 1959 – Ankara, 29 januari 2013) was een Turks voetbaldoelman en -trainer. 
Zijn eerste club was Etimesgut Şekerspor, daarna begon het echte werk en speelde Peçenek 192 wedstrijden voor Ankaragücü. Daar werd hij meteen het boegbeeld van de club. Daarna vertrok hij naar Istanbulspor en speelde drie duels voor Adana Demirspor.
Hij speelde acht interlands voor Turkije en was daarnaast vaste bankzitter. 
Vervolgens was hij assistent-trainer bij Belediye Vanspor en Adanaspor en vanaf 1999 tot aan zijn dood in 2013 was hij hoofdtrainer bij Etimesgut Şekerspor, Türk Telekom GSK in Ankara, Körfez Belediyespor, Kızılcahamam Belediyespor. Van 2005 tot 2010 was Peçenek hersteltrainer en jeugdtrainer bij zijn "boegbeeld" club Ankaragücü. Gedurende het seizoen 2012-2013 nam hij tweededivisieclub TKİ Tavşanlı Linyitspor onder zijn hoede. Na een uitduel met Boluspor eind januari 2013 ging hij op familiebezoek in Ankara en werd hij met ernstige verkoudheid opgenomen in het ziekenhuis. Enkele dagen later overleed hij door een hartinfarct.
Arif Peçenek is 53 jaar geworden.